# Луїс Бунюель
Луї́с Бунюе́ль (ісп. Luis Buñuel Portoles; 22 лютого 1900 — 29 липня 1983) — французький і мексиканський кінорежисер іспанського походження, лауреат премії «Оскар».
Бунюель провів молодість у Парижі й був близький до літературної групи сюрреалістів, а після його режисерського дебюту — німого короткометражного фільму «Андалузький пес» (1929, спільно з Сальвадором Далі), який став значною віхою в історії кінематографа, — його формально прийняли як члена групи. Виїхавши з Іспанії під час Громадянської війни, Бунюель жив у США, а від 1946 року влаштувався в Мексиці. У 1950-х роках працював у комерційних жанрах, але тоді ж поставив радикальну драму «Забуті», яка здобула визнання критиків і приз за найкращу режисуру Каннського кінофестивалю.
Після довгої перерви режисер зміг повернутися на батьківщину, щоб поставити фільм «Вірідіана». Картина викликала скандал своєю антирелігійною спрямованістю й була під забороною в Іспанії, але принесла режисерові «Золоту пальмову гілку» в Каннах (1961). З середини 1960-х Бунюель знімав фільми переважно у Франції. Його пізні роботи були удостоєні найпрестижніших кінематографічних нагород, зокрема «Золотого лева» («Денна красуня», 1967) і «Оскара» за найкращий фільм іноземною мовою («Скромна чарівність буржуазії», 1973).
Бунюеля вважають одним з основоположників і найважливішим представником сюрреалізму в кінематографі. У його фільмах різних років відбито основні особливості поетики сюрреалізму: змішання реальності і сну, поєднання непоєднуваного і конструювання образів, що мають на меті викликати у непідготовленого глядача шок. Залишаючись все життя прихильником комуністичних поглядів і атеїстом, Бунюель зробив постійною темою своїх фільмів критику сучасного йому суспільства, буржуазії, церкви й архаїчних традицій Іспанії.

## Життєпис

### Дитинство і молодість
Луїс Бунюель народився 22 лютого 1900 року в містечку Каланда автономної області в Арагоні (Іспанія). Луїс був найстаршим з семи дітей у сім'ї. Його батько Леонардо Бунюель брав участь в Іспансько-американській війні, а потім, оселившись на Кубі, відкрив магазин і зробив собі статок. 1899 року Куба здобула незалежність, і Бунюель-старший продав свою частку в бізнесі й повернувся до Іспанії, де купив маєток і одружився з місцевою дівчиною Марією Портолес, яка була на двадцять п'ять років молодшою за нього. Коли Луїсові було чотири місяці, Бунюелі переїхали до Сарагоси, але часто відвідували село й пізніше. За спогадами режисера, селяни в селі страждали від бідності й суворого клімату, а «Середні віки тривали [там] до Першої світової війни».

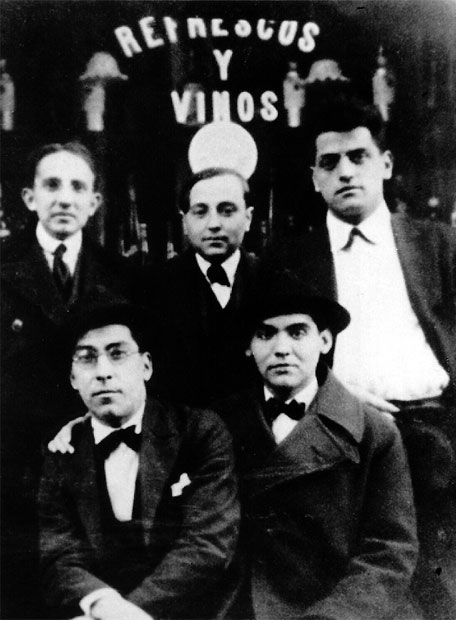
Луїс Бунюель (зверху праворуч) і Федеріко Гарсія Лорка (знизу праворуч), Мадрид, 1923 рік

У Сарагосі Бунюель відвідував єзуїтську школу Колежіо дель Сальвадор. Сувора дисципліна і релігійна освіта справили на майбутнього режисера колосальний вплив, на все життя зробивши його лютим супротивником католицької церкви. 1917 року він полишив домівку і вступив до Мадридського університету. Спочатку вивчав агрономію, потім — природну історію (його вчителем був видатний ентомолог Ігнасіо Болівар), а в підсумку здобув ступінь у галузі мистецтв. Під час навчання в Мадриді Бунюель тісно зійшовся з богемним колом Студентської резиденції. Познайомився з Федеріко Гарсіа Лоркою та Сальвадором Далі, які стали його близькими друзями. У студентські роки Бунюель багато займався спортом — боксом, метанням списа і армрестлінгом — і пишався своєю прекрасною фізичною формою.
У 1924 році закінчив університет. За рік до того помер його батько. 1925 року Бунюель прибув до Парижа.
У Парижі обійняв посаду секретаря Еухеніо д'Орса в Міжнародному інституті інтелектуального співробітництва (культурній організації, створеній при Лізі націй). 1926 року подорожував до Амстердама: завдяки знайомству з піаністом Рікардо Віньєсом йому дісталася посада художника-постановника опери Мануеля де Фальї «Балаганчик майстра Педро» в Голландії.
У Парижі Бунюель, за власними словами, роздобув посвідчення журналіста і ходив у кіно до трьох разів на день. 1926 року вступив до кіношколи знаменитого французького режисера Жана Епштейна. У двох фільмах Епштейна — «Мопра» і «Падіння будинку Ашерів» — Луїс був асистентом режисера (також працював у Маріо Нальпа над «Сиреною тропіків» з Жозефіною Бейкер у головній ролі). Бунюель і Епштейн розійшлися після того, як останній запропонував своєму асистентові попрацювати з Абелем Ґансом, який був зайнятий зніманням «Наполеона». Бунюель відповів, що йому зовсім не подобається стиль Ґанса, а ображений Епштейн назвав його ідіотом. Тоді ж Бунюель почав публікуватися в мадридській «Газета Літераріа» і паризькій «Кайє д'Ар»; він писав як рецензії, так і теоретичні статті про кіно. Разом з письменником Рамоном Гомесом де ла Серною написав сценарій «Капрічос», що складався з шести новел, який повинен був стати першим фільмом Бунюеля-режисера. Ця постановка не відбулася, а бюджет «Капрічос» згодом використали для знімання «Андалузького пса». Від 1928 року молодий кінематографіст став співпрацювати з мадридським кіноклубом, який заснував письменник Ернесто Хіменес Кабальєро (видавець «Газета Літераріа») і відвідувачами якого були Гомес де ла Серна, Гарсія Лорка та інші іспанські інтелектуали: він посилав туди фільми й приїжджав читати лекції.
Першим фільмом Бунюеля-режисера стала шістнадцятихвилинна короткометражна картина «Андалузький пес». Бунюель і Далі працювали над сценарієм у будинку останнього у Фігерасі в січні — лютому 1929 року. Оператор Альбер Дюверже і виконавець головної ролі П'єр Батчефф були знайомі Бунюелю по роботі у фільмах Епштейна. Крім Батчеффа і Сімони Марей майже всі ролі зіграли непрофесіонали. Бунюель описав роботу над сценарієм так: «За обопільною згодою ми дотримувалися простого правила: не зупинятися на тому, що вимагало чисто раціональних, психологічних або культурних пояснень. Відкрити шлях до ірраціонального. Брали тільки те, що вражало нас, незалежно від змісту». За словами режисера, такий фільм не підлягав жодному тлумаченню, за винятком психоаналітичного. «Андалузький пес» складався з декількох викладених послідовно епізодів, що одночасно показані як елементи єдиного наративу, але не мають жодного зв'язку між собою. Цей ефект посилювався використанням титрів, які нібито з'єднують епізоди (наприклад, «Вісім років по тому»). У найпершому епізоді фільму чоловік (його зіграв Бунюель) бритвою розрізав око жінці. Цю сцену вважають однією з найбільш шокуючих в історії світового кінематографу. В інших сценах фігурують зокрема відрубана рука, діра в долоні, крізь яку лізуть мурашки, чоловік, який переслідує жінку, але до нього прив'язані рояль, мертвий осел і два священики, і наполовину закопані в пісок тіла коханців. Прем'єру фільму 6 червня 1929 року в паризькому кінотеатрі Studio 28 відвідали найвідоміші діячі мистецтв того часу, зокрема Пікассо, Ле Корбюзьє і Кокто. Далі й Бунюель домоглися одночасно скандальної слави і визнання серед колег. Після прем'єри їх формально прийняли в групу сюрреалістів, яку очолював поет Андре Бретон.
У листопаді 1929 року французький меценат віконт Шарль де Ноай замовив Далі й Бунюелю продовження «Андалузького пса». Де Ноай очікував, що новий фільм буде такий само завдовжки, але сценарій — за згодою де Ноая — поступово виріс до годинного фільму. У зніманні фільму Далі вже не брав участі, і питання про його внесок в підсумкову версію фільму залишається предметом суперечок. Бунюель стверджував, що написав сценарій сам. Гвінн Едвардс приходить до висновку, що Бунюель відкинув або переробив усі пропозиції Далі. Цей погляд довго превалював; 1981 року Петр Крал висунув припущення про те, що вплив Далі був більшим, ніж вважали раніше, зокрема, саме його перу належать сцени з сексуальним підтекстом, які увійшли до фільму. З Кралем згоден Пол Гаммонд. «Золотий вік» починається документальною сценою з двома скорпіонами, які жалять один одного, і повідомленням про те, що хвіст скорпіона складається з п'яти сегментів і жала. Фільм побудований так само: він складається з шести історій, остання з яких, за задумом, відіграє роль жала. У ній Бунюель перефразував «120 днів Содому» маркіза де Сада, зобразивши розпусника графа де Бланжи з дотриманням традиційної іконографії Христа. Після кількох приватних показів «Золотого віку» 28 листопада 1930 року почалися регулярні сеанси в кінотеатрі «Студіо 28». 3 грудня у фоє кінотеатру увірвалися члени правих організацій «Ліга патріотів» і «Антисемітська ліга». Вони облили чорнилом екран, розкидали димові бомби й розгромили виставку картин сюрреалістів у фоє кінотеатру. У наступні дні праві газети закликали до заборони фільму. 5 грудня префектура зажадала від власника кінотеатру виключення з фільму одного з епізодів, 10 грудня цензор заборонив показ, 12 грудня влада конфіскувала два з трьох існуючих примірників плівки. Всі ці події відбулися без участі самого Бунюеля, оскільки в листопаді 1930 року він виїхав до Голлівуда на запрошення студії «Metro-Goldwyn-Mayer» і повернувся лише 1 квітня наступного року. З творчої точки зору поїздка виявилася безрезультатною. Тим часом де Ноай отримав назад плівки «Золотого віку», але до кінця життя заперечував проти демонстрації фільму. Наступного разу «Золотий вік» публічно показали тільки в 1980 році.
1932 року в групі сюрреалістів стався розкол через комуністичні переконання частини членів. Луї Арагон, член французької компартії, заявив про вихід з групи, його приклад підтримали Бунюель, Жорж Садуль і П'єр Унік. Питання про те, чи вступав Бунюель формально в Комуністичну партію Іспанії, залишається неясним. Сам режисер заперечував членство, хоча й був багаторічним прихильником ідей комунізму. Роман Губерн і Пол Гаммонд вважають, що приблизно в 1931 році Бунюель вступив у партію. Зокрема, вони посилаються на те, що інші діячі комуністичного руху в розмовах і листуванні, які дійшли до істориків, називали Луїса «товаришем» — як члена партії.

### Повернення до Іспанії. Еміграція
1932 року Бунюель переїхав до Іспанії. У країні тоді стрімко змінювалася політична ситуація: в 1930 році закінчилася диктатура Прімо де Рівери, наступного року вигнано короля Альфонсо XIII. При владі в цей момент перебував лівий республіканський уряд.
Прочитавши дослідження 1927 року французького історика Моріса Лежандра про гірську сільську область Лас-Урдес на південному заході країни, яка стала символом відсталості країни і запиту на реформи, Бунюель задумав зробити документальний фільм про Лас-Урдес. Співавтором сценарію став П'єр Унік, а гроші на роботу над фільмом, за спогадами Бунюеля, дав анархіст Рамон Асін, який нібито виграв їх у лотерею. Хоча результат його роботи разюче відрізнявся від попередніх кіноекспериментів Бунюеля і Далі, режисер вважав свій новий фільм їх логічним продовженням, сюрреалістичною провокацією, яка мала відкрити суспільству очі — цього разу на проблеми регіону. Одержаний фільм «Земля без хліба» ретельно висвічує безнадійне становище регіону: голод, хвороби і неврожай, від яких страждають жителі, які не мають можливості хоч якось поліпшити своє становище. При цьому кілька сцен у фільмі були постановочними, а крім того, Бунюель включив кілька неявних випадів проти церкви, яка, на його думку, теж несе відповідальність за тяжке становище людей. Інтелектуали, на яких насамперед розраховував Бунюель, зустріли фільм прохолодно, а новий правий уряд заборонив його; прихід до влади Франко унеможливив його показ в Іспанії ще довгі роки.
Бунюель отримав роботу в Парижі у відділі дубляжу Paramount Pictures. 1934 року він одружився з Жанною Рукар, з якою його вже пов'язували вісім років стосунків, і переїхав до Мадрида на аналогічну роботу в підрозділі Warner Brothers. Десять місяців по тому знайомий Луїса, продюсер Рікардо Ургоїті, запропонував йому зайнятися продюсуванням у створеній Ургоїті комерційній кінокомпанії Filmófono. За два наступних роки Бунюель доклав руку до випуску вісімнадцяти фільмів. У створенні чотирьох з них, на загальну думку істориків, він взяв участь і як режисер: «Дон Кінтін, неборака», «Дочка Хуана Симона» (обидва — 1935), «Хто мене любить?» (1936) і «Вартовий, тривога!» (1937). Ім'я Бунюеля відсутнє в титрах цих фільмів; режисером «Дона Кінтіна, небораки» вказано Луїса Маркіну, в титрах двох наступних фільмів варте лише ім'я Хосе Луїса Саенса де Ередії, а у «Вартовий, тривога!» (за твердженням Бунюеля, найуспішнішій постановці Filmófono) — ім'я Жана Гремійона, який починав роботу над фільмом, але його звільнили під час зйомок.
Перші кілька місяців після початку Громадянської війни Бунюель залишався в Іспанії, але у вересні 1936 року за вказівкою міністра закордонних справ республіканського уряду виїхав до Женеви, а потім до Парижа. Там його основним заняттям стали створення та каталогізація пропагандистських фільмів на підтримку республіканців. 1938 року режисер попросив направити його до Голлівуда, щоб консультувати американські студії під час підготовки фільмів про війну в Іспанії. Однак, після його приїзду в США з'ясувалося, що підтримка республіканців у Голлівуді куди менша, ніж передбачалося. Перед самим приїздом Бунюеля фільм «Блокада», який вийшов раніше, викликав обурення католицьких кіл, а роботу над фільмом «Вантаж для невинних» про евакуацію дітей у Біскайській затоці, на який розраховував Бунюель, було зупинено. Невдовзі Асоціація кінопродюсерів і дистриб'юторів заборонила знімання нових фільмів про Громадянську війну. Після перемоги Франко і початку Другої світової війни Бунюель залишився у Штатах.
Бунюель мав намір отримати роботу на одній з голлівудських студій і вдосконалюватися в технічних аспектах кіновиробництва, але так і не зміг ніде влаштуватися. Нарешті він отримав роботу в Нью-Йоркському музеї сучасного мистецтва. За завданням очолюваного Нельсоном Рокфеллером Офісу міжамериканських справ Бунюель займався підбором і монтажем антинацистських фільмів для поширення їх в Латинській Америці. Під час співбесіди для роботи на Офіс Бунюэлю задали запитання, чи він не комуніст. «Я республіканець», — відповів режисер, і нібито ця відповідь задовольнила інтерв'юера, який подумав, що йдеться про Республіканську партію США. 1942 року Бунюель подав заяву на отримання громадянства США (він побоювався, що Музей сучасного мистецтва перейде у федеральне відання й інакше він не зможе там працювати). Однак, у червні 1943 року йому довелося звільнитися з музею. За поширеною версією, якої дотримувався сам режисер, головною причиною звільнення стала публікація в 1942 році книги мемуарів Далі «Таємне життя Сальвадора Далі», в якій художник, який тоді теж жив у Нью-Йорку, схарактеризував Луїса як атеїста і марксиста, що відразу поставило під сумнів його благонадійність для американської влади. У своїх спогадах Бунюель писав про Далі, що не зміг «пробачити йому, попри спогади молодості і моє сьогоднішнє захоплення деякими його творами, його егоцентризм і виставляння себе напоказ, цинічну підтримку франкістів і особливо відверте нехтування почуттям дружби». Остання посада, яку Бунюель зміг ненадовго отримати в США, була у відділі дублювання Warner Brothers. 1946 року через відсутність роботи він вирішив поїхати в Європу. Продюсерка Деніз Туал (колишня дружина П'єра Батчеффа) запропонувала йому екранізувати п'єсу Гарсії Лорки «Дім Бернарди Альби». Бунюель вирушив до Парижа, але в Мехіко, де він зробив зупинку, він дізнався, що продюсерам не вдалося придбати права на екранізацію. Він вирішив залишитися в Мексиці, яка переживала підйом кіноіндустрії і після перемоги Франко в громадянській війні прийняла безліч його супротивників.

### Мексика
У Мехіко Бунюель познайомився з місцевим продюсером Оскаром Дансигерсом. Першою спільною роботою режисера і продюсера став мюзикл «Велике казино» (1947), дія якого відбувалася в Тампіко під час нафтового буму. Головні ролі грали знамениті актори і співаки, кар'єри яких, однак, уже йшли на спад: Лібертад Ламарке, Хорхе Негрете і Фернандо Солер. «Велике казино» провалилось у прокаті і його розгромили критики. Наступні два з половиною роки Бунюель не знімав фільмів, а подорожував країною, бідність якої справила на нього надзвичайне враження. Одна з прочитаних Бунюелем газетних заміток, що розповідала про виявлене в купі сміття тіло хлопчика, стала відправною точкою до сценарію фільму «Забуті». Однак Дансігерс наполіг на тому, щоб Луїс до того зробив легку комедію, обіцяючи велику творчу свободу при роботі над наступним фільмом, якщо комедія окупиться. 1949 року Бунюель випустив комедію «Великий гульвіса» — традиційне жанрове кіно про багача (його зіграв Солер) і його сім'ю, які по черзі запевняють один одного, що весь їхній статок втрачено, щоб у кінцівці урочисто примиритися. «Великий гульвіса» пройшов з помірним успіхом. Того самого року Бунюель змінив громадянство на мексиканське, щоб мати можливість працювати в країні без обмежень.
За 18 років (з 1947 по 1965 рік) Бунюель зняв у Мексиці 21 фільм. Пристосувавшись до звичаїв мексиканської кіноіндустрії, де нормальний період знімання фільму займав два тижні, він навчився робити фільми в стислі строки. Роки роботи Бунюеля в Мексиці зазвичай оцінюють як період, переважно наповнений «халтурою» (жанровим кіно, здебільшого мелодрамами та комедіями, пристосованими до конвенцій місцевого кіновиробництва), в проміжках між якою режисер створив деякі зі своїх найкращих фільмів, хоча існує й точка зору, яка полягає в тому, що навіть прохідні жанрові фільми мексиканського періоду потрібно розглядати як органічну частину кар'єри Бунюеля, оскільки в них режисер зачіпає ті самі теми і сюжети, що й у своїх програмних роботах. Співавторами найважливіших фільмів Бунюеля мексиканського періоду були сценарист Луїс Алькоріса і оператор Габріель Фігероа.
«Забуті» — це історія з життя банди безпритульників у Мехіко, яка промишляє крадіжками та іншими злочинами. Бунюель відійшов від мексиканської традиції романтизувати бідність і зобразив своїх героїв «природженими хижаками, які нітрохи не кращі за своїх жертв». В одній зі сцен безпритульні нападають на сліпого, який відбивається від них тростиною зі цвяхом, в іншій — знущаються над безногим калікою. Стилістично фільм близький до італійського неореалізму, з яким його ріднять знімання в природних умовах і соціальне висловлювання, яке читається явно. Однак Бунюель збагатив цю мову, додавши сюрреалістичну сцену сну головного героя, яку глядачі можуть витлумачити як вираження невисловлених думок і стосунків героїв. Публіка і критики в Мексиці зустріли фільм обурено, вважаючи, що він очорнює країну. Навіть Дансігер побоювався, що картина може поставити під загрозу добробут його кінокомпанії Ситуація змінилася після участі «Забутих» у конкурсі Каннського кінофестивалю 1951 року, на якому Бунюель здобув нагороду як найкращий режисер (у Каннах Бунюеля підтримав мексиканський поет, майбутній лауреат Нобелівської премії з літератури Октавіо Пас, який багато виступав на захист фільму). Після цього в Мексиці розпочався повторний, набагато успішніший кінопрокат «Забутих».
У першій половині 1950-х років Бунюель працював інтенсивно, випускаючи по два-три фільми на рік: «Сусана» і «Дочка обману» (1951), «Сходи на небо» і «Жінка без любові» (1952), «Звір» і «Він» (1953), «Ілюзія роз'їжджає в трамваї», «Грозовий перевал» і «Робінзон Крузо» (1954), «Спроба злочину» і «Річка і смерть» (1955). Сам режисер вважав, що з них заслуговують на увагу лише «Сходи в небо», «Він», «Робінзон Крузо» і «Спроба злочину». Дія «Звіра» знову відбувається в міських нетрях, однак цього разу героями Бунюеля стали робочі, яких режисер наділив розвиненою класовою свідомістю. «Він» — це драма про аристократа, що охоплений ревнощами і параноєю й повільно божеволіє. Хоча згодом «Він» здобув визнання критики, після виходу він провалився в прокаті і пресі, а сам режисер висловлював невдоволення тим, що йому довелося закінчити фільм поспішно, а його пропозиції щодо доопрацювання відкинуті. «Робінзон Крузо», екранізація однойменного роману Даніеля Дефо, став першим мексиканським фільмом Бунюеля, який успішно пройшов у міжнародному прокаті, одним з двох його англомовних фільмів і першим, знятим в кольорі. Виконавець ролі Робінзона Дан О'Херліхі був номінований на премію «Оскар» за найкращу чоловічу роль. Бунюель додав до сценарію кілька сцен з галюцинаціями і пробудженим сексуальним бажанням, які підсилили образ Робінзона. Він також привніс свою моральну оцінку: за Бунюелем, Робінзон потрапляє на острів, володіючи всіма колоніальними забобонами. Згодом він долає їх і починає ставитися до П'ятниці як до рівного собі, але після порятунку, ймовірно, повернеться до колишніх поглядів.
Три фільми другої половини 1950-х, «Це називається зорею», «Смерть у цьому саду» (обидва — 1956) і «Атмосфера розжарюється в Ель-Пао» (1959), всі — зняті за участю Франції, критик Реймонд Дюргнат називає «революційним триптихом»: сюжети цих фільмів тим чи іншим чином об'єднані темою народного повстання проти правої диктатури. У цьому можна було вгледіти вказівку відразу на кілька латиноамериканських країн та на Іспанію, яку все ще очолював Франко. «Атмосфера розпалюється в Ель-Пао» також знаний як останній фільм французького актора Жерара Філіпа, який знімався в ньому, вже бувши смертельно хворим на рак (його партнеркою по екрану була зірка мексиканського кіно Марія Фелікс). Раніше 1959 року вийшов ще один фільм, «Назарин», екранізація роману класика іспанської літератури Беніто Переса Гальдоса. Якщо у Переса Гальдоса історія жебракуючого мандрівного священика, уподібнюваного Христу, вселяє надію на відплату за ті страждання, яких зазнає благочестивий герой, то Бунюель переосмислює сюжет відповідно до своїх атеїстичних поглядів: доля Назарина доводить безглуздість віри. Для розуміння авторського задуму важливою є остання сцена фільму, в якій селянка подає фрукт Назарину, якого супроводжує конвоїр. Назарина охоплює жах: він усвідомлює, що відбулася зміна ролей — тепер вже не він дає іншим людям допомогу і розраду, а сам отримує їх як звичайний стражденний. «Назарин» взяв участь у конкурсі Каннського кінофестивалю 1959 року і отримав Міжнародний приз. Парадоксальним чином фільм ледь не став володарем призу Католицької організації в галузі кіно. Всупереч авторського задуму, багато критиків і простих глядачів сприймають «Назарин» як картину, яка утверджує християнську віру. Наступного року Бунюель за сценарієм Х'юго Батлера, з яким він уже працював над «Робінзоном Крузо», поставив свій другий англомовний фільм «Дівчина», що оповідає про хибне звинувачення чорношкірого музиканта у згвалтуванні білої дівчини (його знято в Мексиці, але за участю американських продюсерів і з американськими акторами). «Дівчину» майже не помітила американська преса, а нечисленні рецензії були негативними.
«Вірідіана», за розповідями Бунюеля, народилася з декількох образів, які спали йому на думку: послушниця, напідпитку і безпорадна у руках старого; жебраки, які знаходять притулок у неї вдома; бенкет жебраків, у якому раптом виявляється схожість з «Тайною вечерею» Леонардо да Вінчі. 1960 року Бунюель у Каннах познайомився з молодим режисером Карлосом Саурою, який переконав його зняти наступний фільм в рідній країні, де Бунюель не бував майже чверть століття. До цього моменту з-поміж фільмів Бунюеля іспанський глядач був знайомий тільки з «Робінзоном Крузо», та й той надійшов у прокат з перезаписаними діалогами. Бунюель на кілька тижнів приїхав до Іспанії (йому для цього треба було отримати візу) і його представили мексиканському бізнесменові Густаво Алатрісте, який висловив бажання стати продюсером. Його дружина Сільвія Піналь отримала у «Вірідіані» головну роль. Луїс почав працювати над сценарієм на борту корабля, що вирушив до Мексики, і завершив його спільно з Хуліо Алехандро, якого вже знав за «Назарином». Бунюель повернувся до Мадрида для зйомок, які завершилися на початку 1961 року. Для того, щоб випустити фільм в Іспанії і висунути його на Каннський конкурс, Бунюелеві треба було отримати схвалення цензорів. За словами Гвінна Едвардса, режисер показав цензорам неозвучену версію фільму (озвучування відбулося пізніше в Парижі) і не став вносити жодних правок, причому цензори відзначили як неприйнятні низку епізодів, зокрема зображення самогубства Хайме і спроби зґвалтування. Бунюель розповідав, що фінальна сцена з грою в карти з'явилася як його реакція на зауваження цензорів, які вимагали змінити першу, грубішу й прямолінійнішу, версію фіналу. На Каннському кінофестивалі 1961 року «Вірідіана» була удостоєна головного призу — «Золотої пальмової гілки» — разом з французькою картиною «Настільки тривала відсутність». Нагородження фільму зі скандальними і чітко блюзнірськими сценами викликало обурення Римо-католицької церкви та іспанської влади. Блюзнірським його назвала офіційна газета Ватикану L'Osservatore Romano, в Італії, Іспанії та Бельгії він перебував під забороною до показу (заборону в Іспанії зняли 1977 року, вже після смерті Франко).
Гвінн Едвардс називає «Вірідіану» жіночою версією «Назарина»: головна тема обох фільмів схожа, їх герої йдуть у світ, щоб творити добро, але світ виявляється невдячним, що в кінці змушені визнати й самі герої. Головна героїня через трагічний збіг обставин не пішла в черниці, як збиралася, а залишилася жити в домі покійного дядька, за смерть якого вона вважає себе відповідальною. Втілюючи в життя ідеали християнського служіння, вона зробила свій дім притулком для навколишніх жебраків, однак ті лише влаштували оргію (її знаменита кульмінація — фотографування жебраків за столом, яке пародіює «Таємну вечерю»), а один з них спробував зґвалтувати Вірідіану. Дівчину рятує Хорхе, власник будинку і незаконнонароджений син дядька. Заключна сцена фільму натякає на те, що Вірідіана вступить у ménage à trois з Хорхе і його коханкою-служницею, повністю відкинувши той спосіб думок, який підштовхнув її до відходу в монастир. Водночас такі критики, як Роджер Еберт і Михайло Трофименков, розглядають «Вірідіану» передусім як фундаментальне висловлювання про подвійність людської природи, яка вислизає від однозначної інтерпретації.
Після скандалу з «Вірідіаною» Бунюель повернувся до Мексики, але його новий фільм знову продюсував Алатрісте, а до акторського ансамблю увійшла Піналь. Алатрісте надав Бунюелеві творчу свободу, про нестачу якої той шкодував від часів «Забутих»; у нього з'явилася довгоочікувана можливість «додати до найбільш реалістичної послідовності подій щось божевільне, абсолютно безглузде». Так з'явився «Ангел-винищувач» (1962), побудований навколо надприродного припущення: відвідувачі про́ханої вечері виявляють, що з невідомих причин не можуть покинути кімнату. За задумом режисера, опинившись у незвичній обстановці, яка руйнує всі уявлення про світ, міщанин демонструє комічну безпорадність: він намагається вести колишній спосіб життя і швидко деградує, як тільки втрачає таку можливість. Того самого року Бунюель представив іспанським цензорам сценарій під назвою «Викрадення» (Secuestro), який ті відхилили. Бунюель отримав у продюсерів гроші на фільм за романом Переса Гальдоса «Трістана» і в грудні 1962 року завершив сценарій. Однак цензори відхилили і цей проєкт під приводом того, що в фільмі передбачався епізод з дуеллю.

### Франція. Міжнародне визнання

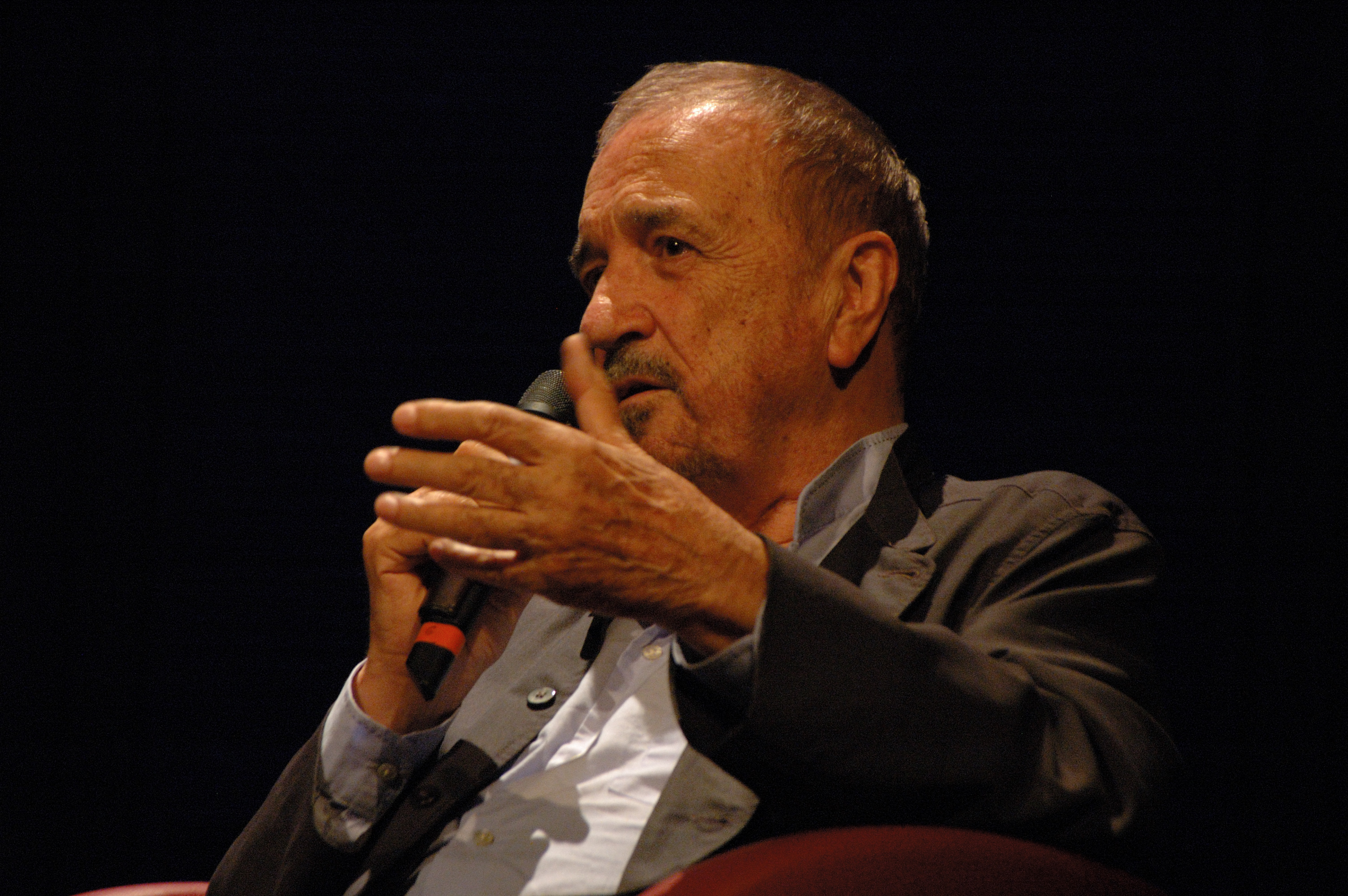
Сценарист шести пізніх фільмів Бунюеля Жан-Клод Карр'єр

1963 року актор Фернандо Рей, виконавець однієї з головних ролей у «Вірідіані», познайомив Бунюеля з французьким продюсером Сержем Зільберманом. Зільберман запропонував Луїсу екранізувати «Щоденник покоївки» Октава Мірбо. Режисер хотів знімати фільм у Мексиці й з Піналь у головній ролі, але за наполяганням Зільбермана знімання відбулись у Франції, а на роль покоївки взято французьку акторку — Жанну Моро. Для роботи над сценарієм Зільберман запросив Жана-Клода Карр'єра, який майже не мав такого досвіду. «Щоденник покоївки» дав початок новому плідному періоду в житті Бунюеля, який до 1977 року разом з Карр'єром і Зільберманом поставив у Франції ще п'ять фільмів.
На початку 1964 року Алатрісте організував візит до Бунюэля американського сценариста Далтона Трамбо: його антивоєнний роман 1939 року «Джонні взяв рушницю» про солдата, який втратив кінцівки і органи почуттів, але зберіг мислення і пам'ять, викликав жвавий інтерес у Луїса. Трамбо, який до того не бачив можливості адекватно передати текст засобами кіно, відмовляв усім у продажі прав на екранізацію, але в Бунюелі нарешті знайшов людину, яка змогла б це зробити. У Мехіко Бунюель і Трамбо разом працювали над сценарієм і багато пили. Трамбо завершив сценарій уже в США 1965 року і в підсумку сам поставив фільм ще через кілька років. За спогадами Трамбо, Луїс використав свій вплив на те, щоб «Джонні взяв рушницю» потрапив до основного конкурсу Каннського кінофестивалю 1971 року] (він отримав Гран-прі та приз ФІПРЕССІ).
У Мексиці Бунюель поставив ще тільки один фільм — «Симеона Пустельника» (1965), варіацію на сюжет про ранньохристиянського святого, роль якого зіграв Клаудіо Брук. Це остання з його картин, створена за участю Піналь і Алатрісте. Центральний мотив фільму — спокуса Симеона дияволом, який постає в ролі чарівної юної дівчини (Піналь). У кінцівці фільму диявол символічно перемагає Симеона, показуючи йому сучасний Нью-Йорк, де замість стовпа як символу аскези стоять хмарочоси, а на дискотеці молоді люди звиваються в похмурому танці. Бунюель розраховував зняти повнометражний фільм, але проблеми з фінансуванням змусили його обмежитися сорока двома хвилинами. Піналь пояснювала короткий хронометраж фільму тим, що вона бачила його частиною триптиха, такого як «Вчора, сьогодні, завтра», але Бунюель під різними приводами ухилився від подальших зйомок. «Симеон-пустельник» увійшов у конкурс Венеціанського кінофестивалю 1965 року і отримав спеціальний приз журі.
У 1966 році франко-єгипетські продюсери брати Хакім, які нерідко замовляли провідним режисерам фільми з еротичною начинкою, вийшли на Бунюеля з пропозицією екранізувати роман Жозефа Кесселя «Денна красуня». Роль Северин, молодої дружини багатого буржуа, яка марить про садомазохістські сексуальні ігри й потай від чоловіка йде працювати в бордель, виконала Катрін Денев. Причини, за якими на цю роль взято акторку, на той час відому за романтичними мюзиклами, достеменно невідомі; біограф режисера Джон Бакстер висловлював припущення, що Бунюэлю її нав'язали продюсери. Девід Денбі пише, що саме образ Денев, що абсолютно не в'язався з оточенням борделю, яка з її мертвотно-блідою шкірою і в костюмах від Сен-Лорана була схожа на ляльку, робить фільм таким, що запам'ятовується. Сама акторка пізніше відгукувалася про цей досвід неоднозначно: визнаючи, що фільм був важливим для її кар'єри, вона згадує, що їй довелося оголюватися більше, ніж вона розраховувала: «Часом я відчувала, що мене використовують». У «Денній красуні» Бунюель частіше, ніж в більшості інших своїх фільмів, змішує сон і дійсність, що зумовлено «подвійним життям» головної героїні, яка постійно перебуває в полоні фантазій. Довгий час мрії та реальність чітко розділені (сни зняті по-іншому, а кожен такий епізод супроводжується дзвоном дзвіночка екіпажу), але у фінальній сцені, яка допускає кілька інтерпретацій, глядач вже не може визначити, події відбуваються наяву чи в мріях, а екіпаж зі снів Северин проїжджає прямо під вікном. За цей фільм Бунюель отримав «Золотого лева» Венеційського кінофестивалю.
Успіх «Денної красуні» дозволив Бунюелеві зробити свій наступний фільм на ту тему, яка була цікавою йому. Він заздалегідь попередив Зільбермана, що, ймовірно, вони втратять гроші (в дійсності продюсер залишився з невеликим прибутком). «Чумацький шлях» (1969) розповідає про двох паломників, які прямують до Сантьяго-де-Компостели. Зустрічі, які відбуваються на їхньому шляху, дозволяють Бунюелеві висміяти догмати християнства і поміркувати про природу єресей. «Чумацький шлях» був заборонений в Італії, попри це Ватикан виступив на захист фільму, який, врешті-решт, міг підштовхнути глядачів до роздумів про релігію.

У грудні 1968 року Бунюель зміг повернутися в Іспанію. У його планах була екранізація «Ченця» Метью Грегорі Льюїса з Жанною Моро, Омаром Шарифом і Пітером О'Тулом (цей сценарій Бунюель згодом віддав кінокритикові і режисерові Адонісу Кіру, який поставив за ним фільм «Ченець»). Проте продюсери запропонували фінансування для відкладеної ще 1963 року екранізації «Трістани» Переса Гальдоса. Після коливань Бунюель погодився і разом з Алехандро написав сценарій — вже вчетверте. Про літературне першоджерело він казав: «„Трістана“- найгірша книга Гальдоса, але вона дає мені можливість розповісти про деякі особливості побуту й традицій Іспанії». Щоб дістати схвалення цензорів, Бунюель заручився підтримкою міністра інформації Іспанії Мануеля Фраги Ірібарне, який мав репутацію ліберала. Двох із трьох виконавців головних ролей визначили продюсери — Катрін Денев і Франко Неро; третім став Фернандо Рей, який уже знімався в Бунюеля у «Вірідіані» й пізніше виконав головні ролі ще у двох фільмах режисера. Втім, Денев казала, що цього разу їй працювалося комфортніше, ніж під час знімання «Денної красуні». Вона називала «Трістану» одним зі своїх улюблених фільмів. Відмінною рисою «Трістани» став ефект відчуження: нарочито холодна, бездушна манера, в якій показані життя героїні на утриманні у деспотичного дона Лопе, одержимого манією власництва, спроба втекти з коханцем, повернення, інвалідність і, нарешті, перетворення самої героїні в жорстокого маніпулятора.
Бунюель казав, що «Трістана» стане його останнім фільмом, оскільки він відчуває, що починає повторюватися. Одного разу Зільберман розповів йому, як забув, що збирався влаштувати вечерю, і на свій подив виявив на порозі шістьох голодних друзів. Ця історія стала поштовхом для нового сценарію, який Бунюель з Карр'єром написали до літа 1971 року. Навесні 1972 року Зільберман знайшов гроші для зйомок. «Скромна чарівність буржуазії» тематично перегукується з «Ангелом-винищувачем»: знову звичний плин життя групи людей з вищих кіл суспільства (постійного об'єкта сатири режисера) порушується серією непояснених, абсурдних подій. За сюжетом, шестеро багатих друзів намагаються повечеряти разом, але кожного разу на їхньому шляху виникає якась перешкода. Бунюель знову чергує сни і реальність, і бажання нарешті зібратися для вечері перетворюється на нав'язливий кошмар. За порадою Зільбермана Бунюель працював з переглядовим монітором, це дозволило йому урізноманітнити техніку знімання використанням операторського крану і камери, що рухається, на додаток до звичайних статично відзнятих великих планів. «Скромна чарівність буржуазії» успішно пройшла в прокаті. Зільберман вирішив не чекати з прем'єрою фільму до наступного Каннського кінофестивалю і випустив фільм уже восени 1972 року, щоб його можна було висунути від Франції на премію «Оскар» за найкращий фільм іноземною мовою. Наприкінці року режисер і продюсер відвідали США з кампанією на підтримку фільму. Бунюель на публіці демонстрував байдужість до номінації, казав репортерові, що заплатив за свою перемогу двадцять тисяч доларів, і не приїхав на церемонію (нагороду вийшов отримувати тільки Зільберман).
Наступний фільм, «Привид свободи» (1974), був одним з тих бунюелевських проєктів, які він робив насамперед для власного задоволення режисера і без комерційних амбіцій. Режисер побудував фільм як ланцюжок історій, що не пов'язані одна з одною сюжетно, але перетікають одна в іншу завдяки майстерності оператора і монтажера. «Скромну чарівність буржуазії» і «Привид свободи» Бунюель знімав уже повністю глухим (проблеми зі слухом розпочались у нього ще в 1950-х роках).
Останньою роботою режисера стала екранізація роману П'єра Луї «Жінка і танцюрист», названа «Цей смутний об'єкт бажання». Роль літнього чоловіка, охопленого потягом до молодої красуні, яка постійно вислизає від нього, знову зіграв Фернандо Рей — це була його четверта поява в головній ролі у Бунюеля. Головну жіночу роль Кончити отримала Марія Шнайдер, але вона під час знімання вживала наркотики і в підсумку була звільнена. Бунюель і Карр'єр замінили Шнайдер двома акторками: Кароль Буке і Анхелою Моліною — прийом, покликаний обіграти поєднання невинності і чуттєвості, яке визначає образ Кончити. Фільм отримав номінації на «Оскар» за найкращий фільм іноземною мовою і за найкращий адаптований сценарій, але програв у обох.
Після «Цього смутного об'єкта бажання» Бунюель з Карр'єром розпочали роботу над новим сценарієм, але потім режисер захворів і вирішив остаточно відійти від справ. 1982 року вийшла книга спогадів Бунюеля під назвою «Мій останній подих», написана в співавторстві з Карр'єром. Ініціатором виступив Карр'єр, який до цього вже написав для Бунюеля статті-спогади про його дитячі роки. Карр'єр тричі відвідував Мексику для сесій інтерв'ю, які потім піддавав літературній обробці і редагував разом з режисером.
29 липня 1983 року Бунюель помер у лікарні American-British Cowdray Hospital у Мехіко від цирозу печінки. Прощання відбулося в колі сім'ї та друзів режисера без релігійних обрядів. Тіло Бунюеля було кремовано, а урна з прахом залишилася у вдови, яка до кінця свого життя відмовлялася розповісти про долю останків. Достовірно місцеперебування праху Бунюеля невідоме; за деякими повідомленнями, урна була передана молодшому синові режисера Рафаелю або близькому другові Бунюеля священикові Хуліану Пабло Фернандесу.

## Особисте життя
Сексуальне життя Бунюеля разюче відрізнялося від тієї свободи, що супроводжувала більшість учасників групи сюрреалістів, які проповідували вільні стосунки. Єзуїтське виховання завдало йому травми і прищепило ставлення до статевого акту як до гріха, за яким неминуче має бути почуття провини. У його спогадах неодноразово можна зустріти розповідь про те, як він відмовився від близькості з жінкою, коли у нього була така можливість; згадуючи один з таких епізодів, режисер назвав себе «паралізованим від хвилювання».
1934 року Бунюель одружився з француженкою Жанною Рукар, дочкою службовця. До часу весілля вони були знайомі вісім років. Того самого року в Парижі народився їхній син Хуан Луїс, який згодом став режисером. 1940 року в Нью-Йорку народився другий син Рафаель, який став скульптором і режисером.
Після смерті чоловіка Жанна Рукар видала книгу спогадів про їхнє спільне життя. У ній вона характеризує Луїса як надзвичайно деспотичного і параноїдально ревнивого власника, який змусив її припинити давати уроки гри на піаніно, боячись, що Жанна буде залишатися наодинці зі сторонніми чоловіками. Бунюель нав'язував дружині традиційний домашній спосіб життя і часто обривав її, якщо вона намагалася приєднатися до чоловічої розмови. Він повністю розпоряджався сімейним бюджетом, вів усі справи й самостійно вирішував усе, що стосувалося дому та сім'ї. Одного разу він погодився віддати улюблене піаніно дружини дочці друга за три пляшки шампанського; дівчина попросила піаніно напідпитку і ніби жартома, і тим більше була шокована Жанна, коли наступного дня Бунюель справді віддав музичний інструмент. Ревнивий і владний чоловік часто з'являється у фільмах Бунюеля, чому найяскравіші приклади — «Він» і «Трістана». Гвінн Едвардс наводить розповідь Бунюеля про якогось офіцера з Мехіко, ревнощі якого досягали масштабів параної; цей офіцер, за словами режисера, і був прообразом Франсиско з фільму «Він». З точки зору біографа, це яскравий приклад характерного для Бунюеля психологічного захисту, що виражався в перенесенні своїх недоліків на когось стороннього. Джон Бакстер наводить інше висловлювання режисера, який визнавав автобіографічні риси в головному героєві.
У побуті режисер підтримував строгість і скромність, як і належить багаторічному критику буржуазії. Він вставав о п'ятій ранку і лягав спати о дев'ятій, домашня обстановка була підкреслено простою, а замість ліжка Бунюель часто спав на дерев'яних дошках під грубою ковдрою. Він любив алкоголь, але волів пити в простих барах. На старості, після успіху «Денної красуні», Бунюель став забезпеченою людиною, але на скромність у побуті це не вплинуло.

## Теми і мотиви

### Сюрреалізм
Жан-Клод Карр'єр розповідав, що Бунюель розумів сюрреалізм як спосіб змінити світ, недоліки якого показала Перша світова війна, як рух насамперед соціальний, а не естетичний. Бунюель вважав зрадою ідеалів сюрреалістів і причиною розпаду групи те, що Далі та Бретон більше не поділяли його революційних поглядів. Сам режисер описував те, що приваблювало його в сюрреалістах, таким чином: 
На зборах у «Сірано» найбільше мене захоплювало значення морального аспекту в наших дискусіях. Вперше в житті я мав справу з вибудованою і міцною мораллю, в якій не бачив недоліків. Природно, що ця агресивна і прозорлива мораль сюрреалістів часто вступала в протиріччя зі звичайною мораллю, яка здавалася нам огидною. Ми огульно відкидали всі усталені цінності. Наша мораль спиралася на інші критерії, вона оспівувала пристрасті, містифікації, образи, чорний гумор. Але в межах нової області дій, рамки якої з кожним днем дедалі більше розмивалися, наші вчинки, рефлекси, переконання здавалися нам абсолютно виправданими. Не викликали й тіні сумніву. Все було ув'язано. Наша мораль ставала більш вимогливою, небезпечною, але водночас і твердішою та органічнішою, логічнішою, ніж будь-яка інша мораль.— Л. Бунюель. «Мій останній подих»
В одному з інтерв'ю він характеризував мораль, проти якої виступає, як мораль, яка походить від несправедливості соціальних інститутів, таких як батьківщина, родина і церква.
Фільми Бунюеля вирізняє поява одних і тих самих образів, наприклад, комах (інтерес до них сходить ще до студентського захоплення ентомологією і віддзеркалений вже в знаменитих кадрах з мурахами, які повзуть крізь долоню в «Андалузькому псові»), фізичних каліцтв, жебраків. Р. Дюргнат зауважує, що такий образ може в одному фільмі бути недоречним і позбавленим сенсу, а в наступному — цілком відповідати логіці того, що відбувається, але одночасно він вже буде відсилати до контексту, який супроводжував його попередню появу. Якісь сцени у фільмах режисера, за його словами, породжені його особистими асоціаціями або дитячими спогадами і незрозумілі без розуміння цього. Так, син Бунюеля одного разу пояснив репліки героїв «Ангела-винищувача», що бачили орла або бурхливий річковий потік під час відвідування імпровізованої вбиральні, тим, що в одному гірському селі місцеві жителі розміщували туалети на обриві високо над річкою.
Критики часто називали кінематограф Бунюеля жорстоким. Дадлі Ендрю, розмірковуючи про зв'язок «Землі без хліба» з творчістю сюрреалістів, пише: «Якщо і є виправдання тієї жорстокості, яку Бунюель демонструє в тій зухвалій манері, в якій показані бідняки Лас-Урдес, витоки слід шукати в потребі <…> змусити нас здригнутися». Андре Базен у статті про «Забутих» також виправдовує жорсткість режисерського погляду необхідністю «змусити» глядача любити й захоплюватися. Андрій Тарковський, який високо цінував «Назарина», писав про сцени, що шокують глядача, як про наявність «правди життя» і водночас як про виправдане художнє рішення: чергування спокійних повільних епізодів з такими сценами допомагає постійно підтримувати на екрані необхідну напругу. Дюргнат приходить до висновку, що стисла і виразна подача Бунюелем найжорстокіших сцен і переконаність Бунюеля в тому, що вони є частиною повсякденного існування, дійсно шокують глядача, але передусім завдяки тому, що глядач виявляє в собі сили, щоб їх перенести.

### Соціальна критика
Все своє життя Бунюель дотримувався комуністичних поглядів. В одному з пізніх висловлювань Бунюель зауважив: «Мої ідеї не змінилися відтоді, як мені було двадцять років. Загалом я згоден з Енгельсом: художник описує справжні соціальні відносини для того, щоб зруйнувати загальноприйняті уявлення про ці відносини, підірвати буржуазний оптимізм і змусити глядачів поставити під сумнів догми наявного стану речей. Головний зміст моїх фільмів такий: повторювати, знову і знову, якщо хтось забуде або вважатиме інакше, що ми не живемо в найкращому з можливих світів».
Соціальна критика у фільмах Бунюеля є логічним продовженням ідей дадаїзму, що виник як реакція на Першу світову війну, яка, на думку багатьох, підвела риску під сучасним світоустроєм і оголила його несправедливість. Дадаїзм вплинув на сюрреалізм, Бретон і Арагон були знайомі з його ідеологом Трістаном Тцарою. Бунюель сам походив з багатої сім'ї й описував типовий день свого батька, який складався з прийомів їжі, відпочинку, куріння сигар і гри в карти в клубі; як тільки він покинув будинок для вступу до університету в Мадриді, він, хоча й отримував певний час гроші від матері, але намагався дистанціюватися від способу життя своєї родини. Хоча сам режисер датував початок захоплень політикою 1927—1928 роками, вже після переїзду до Парижа, ймовірно, його ліві погляди почали формуватися ще раніше. Так чи інакше, його перші фільми, «Андалузький пес» і «Золотий вік», вже являли собою чітке соціальне висловлювання, заклик до зміни соціального порядку. Розрив з групою сюрреалістів у 1932 році режисер прямо пояснював тим, що вони стали занадто буржуазними, набули снобізму й симпатії до аристократії.
Однією з тем, що проходять червоною ниткою через фільми Бунюеля, була критика буржуазного способу життя, який у нього набуває характеру ритуалу — щоденного повторення безглуздих дій. Як зауважив Едвардс, багаті буржуазні будинки в фільмах режисера залишаються однаковими в Італії, Франції та Південній Америці, а його герої з фільмів 1930-х років не сильно відрізняються від героїв 1960-х і 1970-х.
Герої Бунюеля часто розкриваються через їхній побут: будинки, інтер'єри, меблі, посуд, одяг. Розкішні маєтки стали головним або єдиним місцем дії, наприклад, «Золотого віку», «Ангела-винищувача», «Щоденника покоївки» і «Скромної чарівності буржуазії». До основних рис буржуа, за Бунюелем, належать аморальність, матеріалізм і відсутність почуття провини. У багатьох фільмах — це і «Золотий вік», і «Щоденник покоївки», і «Денна красуня», і «Трістана» — відмінна риса буржуа — його аморальна сексуальна поведінка, що вступає в суперечність з лицемірно добропорядним публічним способом життя, якого той дотримується. У деяких картинах Бунюель виставляє своїх героїв з вищих кіл фетишистами, які відчувають потяг до жіночих ніг або предметів одягу («Він», «Щоденник покоївки», «Вірідіана»). Водночас буржуазія дуже живуча і далека від того, щоб відійти в минуле, про що свідчать кінцівка «Ангела-винищувача» і завзятість, яку проявляють герої в «Скромній чарівності буржуазії»: у фільмах Бунюеля немає історичного оптимізму і віри в те, що буржуазія, яку він висміює, колись зникне, він лише критикує сформований порядок речей.

### Критика релігії й антиклерикалізм
Бунюель зростав у традиційній сім'ї і в юності відвідував коледж єзуїтів. У 16 років він радикально розчарувався в релігії й закріпив її неприйняття за роки, проведені в Студентській резиденції й у групі сюрреалістів. Надалі він регулярно декларував атеїстичні погляди й став помітним публічним критиком церкви і релігії. Широко відома іронічна цитата режисера: «Слава Богу, я все ще атеїст», одночасно демонструє його інтерес до релігії та її неприйняття. Парадоксальну характеристику Бунюелеві дав Орсон Веллс: «Він глибоко віруючий християнин, який ненавидить Бога, як це може робити тільки християнин, і, звичайно ж, він — справжній іспанець. Я вважаю його найбільш віруючим режисером в історії кіно». Біограф режисера Джон Бакстер вважає, що в його особі церква втратила ревного вірянина, аскетичне життя в побуті якого багато в чому цілком відповідало стандартам життя ченця.
Критика і висміювання католицької церкви й християнства у фільмах Бунюеля набувають найрізноманітніших форм. На думку Едвардса, режисер так часто порушував питання релігії, бо вони впливають на предмет його справжнього інтересу — поведінку людей: Бунюель вважав, що людина фундаментально недосконала, і однією з причин його неприйняття християнства було християнське вчення про те, що кожна людина може досягти кращого, спираючись винятково на свободу волі. Так, союз церкви і буржуазії по-злому зображений у «Золотому віці» й «Ангелі-винищувачі». У «Золотому віці» та «Вірідіані» Бунюель грубо пародіював традиційну іконографію Христа. У знаменитій сцені оргії жебраків у «Вірідіані» жебраки розсідаються за столом точно в тих самих позах, що й герої «Тайної вечері» Леонардо да Вінчі, а місце Христа займає хтивий сліпець дон Амаліо.
Один з важливих мотивів Бунюеля — викриття релігії через демонстрацію того, як дотримання релігійних настанов призводить до краху навіть позитивного, рухомого ідеалами добра героя. Це головна сюжетна лінія двох важливих фільмів режисера — «Вірідіани» і «Назарина». Заголовні герої обох фільмів, по суті, повторюють шлях Дон Кіхота, фанатично дотримуючись своїх переконань, безуспішно намагаючись нав'язати їх іншим і зазнаючи невдач за невдачами. У «Вірідіані» Бунюель висміює дві спроби дотримуватися християнського вчення: спочатку Вірідіана намагається піти в монастир і відмовитися від світу, а це закінчується самогубством Хайме, потім — почати служити світові, але й це призводить до нападу жебраків. Тут антирелігійний мотив Бунюеля стикається з соціальним: режисер не вірить у буржуазну філантропію й гуманізм зверху. Мотиви «Вірідіани» і «Назарина» частково продовжені в «Симеоні-пустельнику». Ревне прагнення подвижника подолати всі спокуси диявола, замкнувшись в аскезі, сприймається як безглузда трата сил як його самого, так і навколишніх. На думку режисера, Симеонові слід було прийняти людство зі всією його недосконалістю.

## Режисерський метод
Бунюель прославився ретельним і продуманим підходом до зйомок; за його власними словами, ще до прибуття на знімальний майданчик він точно знав, як буде знято кожну сцена і яким буде остаточний монтаж. Йому рідко потрібно було більш як два-три дублі. Жанна Моро назвала Бунюеля єдиним режисером, у якого не пропадав жоден кадр. Побудова сцен у фільмах Бунюеля дуже проста і традиційна: він зазвичай знімав довгими планами (швидкий монтаж Бунюель використовував рідко, здебільшого для кульмінацій), групові сцени знімалися в три чверті (по коліно), щоб підкреслити важливість предмета або акцентувати увагу на пережитих персонажем емоціях міг використовуватися великий план. Катрін Денев і Мішель Пікколі, згадуючи про роботу з Бунюелем, відзначали, що він не пропонував їм психологічних пояснень поведінки їхніх персонажів і не вимагав психологізму в грі.
Реймонд Дюргнат розглядає скупість стилю Бунюеля, поєднану з незвичайними обставинами, у які потрапляють його герої, як своєрідний брехтівський ефект очуження, який змушує глядача особливо пильно спостерігати за героями і виносити моральні судження.
Бунюель був одним з новаторів звукового кіно і завжди приділяв увагу звуковому оформленню фільмів. У «Золотому віці», одному з перших французьких звукових фільмів, музику використано як контрапункт до оповіді, що співзвучно маніфестові радянських кінематографістів 1928 року, зокрема Ейзенштейна (невідомо, чи був знайомий з цим маніфестом Бунюель). Цей прийом повторюється в Бунюеля неодноразово: оргія жебраків у «Вірідіані» супроводжується хором «Алілуя» Генделя, а кадри злиднів у «Землі без хліба» озвучені симфонією № 4 Брамса. Водночас у «Щоденнику покоївки» і «Денній красуні» Бунюель зовсім не використовував музику — за винятком звукових ефектів, необхідних за сюжетом (зокрема, незмінного дзвіночка, який віщував появу екіпажу в «Денній красуні»). У «Тристані», за словами Саллі Фолкнер, режисер створює штучну глухоту глядача в сценах з участю глухого персонажа, наприклад, поєднуючи зображення спокійного басейну і плюскіт води. Більшу частину періоду між 1930 і 1945 роками Бунюель займався озвученням і дублюванням; за цей час він засвоїв майстерність роботи зі звуком у кіно. Марша Кіндер зауважує, що в Мексиці, куди Бунюель прибув зі США, йому довелося мати справу з менш якісним обладнанням, і це дало йому додатковий поштовх до експериментів у цій царині.

## Вплив і оцінки
Біографи Бунюеля відзначають міцний зв'язок режисера з іспанською культурою і те, що одним з постійних джерел його натхнення була класична іспанська література. Бунюель високо цінував крутійський роман, передусім «Ласарільйо з Тормеса» і «Історія життя пройдисвіта на ймення Пабло, зразка волоцюг і дзеркала крутіїв», за поєднання реалістичного зображення темних сторін життя та їдкої сатири. Присмак пікарески можна розрізнити в «Забутих» і «Назарині». Образ Дон Кіхота вплинув на «Назарина» і «Вірідіану». Бунюель також був шанувальником романіста Рамона Вальє-Інклана, але від пропозицій екранізувати його відмовлявся, вважаючи, що ювелірну мову Вальє-Інклана не можна гідно перенести на екран. Особливо режисер любив Беніто Переса Гальдоса, якого тричі екранізував. Інна Тертерян, відзначаючи видиму несхожість реаліста Переса Гальдоса і сюрреаліста Бунюеля, знаходить у них важливу спільну рису: обидва вміли давати характеристику всьому суспільству через приватну історію окремої людини. Серед інших видатних іспанців, які вплинули на Бунюеля, називають художників Гойю і Сурбарана.
За словами Марші Кіндер, місце Бунюеля в історії кінематографа унікальне, тому що він, можливо, єдина людина, з якою ототожнювали (хоча й помилково) одночасно великий напрям в історії кіно (сюрреалізм) і дві національні школи — іспанську та мексиканську. При цьому і для іспанського, і для мексиканського кінематографу фігура Бунюеля виявляється неоднозначною, що зумовлено його долею емігранта. Так, Пітер Бізас зауважує, що більшість іспанських режисерів, визнаючи беззаперечну велич Бунюеля, вважають його, який все життя провів за кордоном, не іспанцем, але іноземцем або людиною світу, як і Пікассо. Карлос Мора пише, що хоча іноземці, говорячи про мексиканський кінематограф насамперед згадують Бунюеля, його вплив на кіноіндустрію Мексики виявився мінімальним. Його учнем можна назвати лише багаторічного співавтора сценаріїв Луїса Алькорісу, і ніхто з режисерів не прагнув успадкувати його кіномову. При цьому більшість мексиканських фільмів залишаються невідомими за кордоном, і тому, за словами Мори, для англомовного світу все мексиканське кіно зводиться до Бунюеля.
Загальновизнана фундаментальна роль Бунюеля в привнесення сюрреалізму в кінематограф; консенсус критиків полягає в тому, що найповніше віддзеркалення сюрреалізм у кіно знайшов саме у фільмографії іспанського режисера. Джим Гоберман називає Бунюеля і Далі, режисерів «Андалузького пса», першопрохідцями жорстокості і трансгресії в кінематографі. Ед Грант (Time) пише, що без Бунюеля не було б «Голови-гумки» Девіда Лінча, «Бразилії» Террі Гілліама і мелодрам Педро Альмодовара. Бунюель був одним із тих режисерів, на фільмах яких осягав ази кіно Вес Крейвен, і пізніше в революційному фільмі жахів «Кошмар на вулиці В'язів» Крейвен привніс у жанр бунюелівське блукання між сном і дійсністю.
За творчість у сукупності Бунюелеві присуджували почесні нагороди Венеційського кінофестивалю (1969 і 1982), кінофестивалю в Сан-Себастьяні (1977) і Московського кінофестивалю (1979).

## Фільмографія
- 1928: Андалузький пес (Un chien andalou)
- 1930: Золотий вік (L'Âge d'or)
- 1932: Лас Урдес. Земля без хліба (Las Hurdes)
- 1946: Велике казино (Gran Casino)
- 1949: Великий гуляка (El Gran Calavera)
- 1950: Забуті (Гідні співчуття) (Olvidados)
- 1951: Дочка обману (La Hija del engaño)
- 1951: Сходи в небо (Subida al cielo)
- 1951: Сусана (Susana)
- 1952: Жінка без любові (Una Mujer sin amor)
- 1952: Робінзон Крузо (Las Aventuras de Robinson Crusoe)
- 1953: Звір (El Bruto)
- 1953: Він (El)
- 1954: Безодні пристрасті (Грозовий перевал) (Abismos de pasión)
- 1954: Ілюзія їздить в трамваї (La Ilusión viaja en tranvía)
- 1955: Спроба злочину (Злочинне життя Арчібальда де ла Круза) (Ensayo de un crimen)
- 1955: Річка і смерть (El Río y la muerte)
- 1956: Це називається зорею (Cela s'appelle l'aurore)
- 1956: Смерть у цьому саду (La Mort en ce jardin)
- 1959: Назарін (Nazarín)
- 1959: Лихоманка приходить в Ель-Пао (La Fièvre monte à El Pao)
- 1960: Дівчина (La Joven)
- 1961: Вірідіана (Viridiana)
- 1962: Ангел-винищувач (El Ángel exterminador)
- 1964: Щоденник покоївки (Le Journal d'une femme de chambre)
- 1965: Симеон Пустельник (Simón del desierto)
- 1966: Денна красуня (Belle de jour)
- 1969: Чумацький шлях (La Voie lactée)
- 1970: Трістана (Tristana)
- 1972: Скромна чарівність буржуазії (Le Charme discret de la bourgeoisie)
- 1974: Привид свободи (Le Fantôme de la liberté)
- 1977: Цей незрозумілий об'єкт бажання (Cet obscur objet du désir)

## Визнання і нагороди
|  | 1950 - | Фільм «Забуті» на фестивалі в Каннах був нагороджений призом за найкращу режисерську роботу, а також премією ФІПРЕССІ |
|  | 1960 - | За фільм «Вірідіана» Луїс Бунюель отримав Золоту пальмову гілку Каннського кінофестивалю                              |
|  | 1962 - | Фільм «Ангел-винищувач» отримує приз ФІПРЕССІ на Каннському кінофестивалі                                             |
|  | 1965 - | На Венеційському кінофестивалі стрічка «Симеон Пустельник» отримує Спеціальний приз журі, а також приз ФІПРЕССІ       |
|  | 1967 - | За фільм «Денна красуня» Луїс Бунюель отримав Золотого лева на Венеційському кінофестивалі                            |
|  | 1969 - | На Берлінському кінофестивалі стрічка «Чумацький шлях» отримуе міжнародну відзнаку                                    |
|  | 1972 - | Фільм «Скромна чарівність буржуазії» отримує Премію «Оскар» за найкращий фільм іноземною мовою                        |